# 테오도어 칼루차
테오도어 프란츠 에두아르트 칼루차(Theodor Franz Eduard Kaluza, 1885년 11월 9일 - 1954년 1월 19일)는 독일의 수학자이자 수리물리학자다. 칼루차-클레인 이론으로 유명하다. 이는 자연계의 기본힘이 여분의 차원을 부가함으로써 통일될 수 있다는 것으로, 나중에 끈이론에서 다시 등장하게 된다.

## 같이 보기
- 양-밀스 이론
- 초끈 이론

## 참고 문헌
- Biography of Kaluza from the MacTutor archive.
- Biography of Kaluza (book with 748 pages in German by Daniela Wuensch) from the Termessos publishing house.
- Articles (some in English) about Kaluza by Daniela Wuensch.